# روبرتو برافو
روبرتو برافو (بالإسبانية: Roberto Bravo Beltrán)‏ هو كاتب مكسيكي، ولد في 1947.